# Viñalesdalen
Viñalesdalen (spansk: Valle de Viñales) er et er et karst-landskab, der er udnævnt til UNESCO Verdensarvsområde. Dalen er på 132 km2 og placeret i Sierra de los Organos, lige nord for Viñales i Pinar Del Rio provinsen på Cuba. Området er kendt for sine limstensklipper.
Tobak og andre afgrøder dyrkes på den meget frugtbare jord i bunden af dalen. I området findes der ligeledes mange huler (Cueva del Indio, Cueva de José Miguel).
Dalen er på grund af sin naturlige skønhed og relative nærhed til Havana (3 1/4 time i bus), et meget besøgt turistområde på Cuba.